# Kostek Joriadis
Kostek Yoriadis, właśc. Konstanty Yoriadis (ur. 25 stycznia 1963 w Warszawie) – polski muzyk, wokalista, trębacz, klawiszowiec, kompozytor, producent pochodzenia greckiego.

## Życiorys

### Kariera
W latach 80. udzielał się jako klawiszowiec i trębacz w kilku czołowych zespołach polskiej sceny. Był członkiem: Izraela, Papa Dance, Maanamu, Bajmu i Lady Pank. Jako muzyk sesyjny współpracował też z grupami: Tilt, Kult, Gosia Janek, De Mono, Chłopcy z Placu Broni i Wilki.
W 1993 założył i został wokalistą zespołu Human, z którym wydał album pt. Earth (1993). Płyta zebrała przychylne recenzje i wypromowała dwa przeboje: „Polski” i balladę „Słońce moje” autorstwa Kostka, Bogdana Łyszkiewicza (muzyka) i Roberta Gawlińskiego (tekst). Zespół zawiesił działalność rok później.
W latach 1996–1997 współpracował z Kasią Kowalską, która udzielała się wcześniej w Human. Był producentem i kompozytorem części materiału na płytę Czekając na... – skomponował m.in. promujący album utwór „Coś optymistycznego”. W 1997 nagrał w duecie z nią singiel „Jeśli chcesz kochanym być”, do którego również napisał muzykę.
Wydał trzy płyty solowe: CosteC (1996; z tego albumu pochodzi najbardziej znany solowy utwór Kostka „Tak kochać tylko ciebie”), "Przebudzenie" (1999) i "Sen o miłości" (premiera: 15 października 2007; nagranie „Słońce moje” w nowej wersji trafiło jako bonus). Założył zespół Yoriadis Band, w skład którego wchodzi dziewięć osób. Formacja gra autorską muzykę z pogranicza gatunków funk, soul i pop. W 2022 roku wraz z Grzegorzem Wawrzyszakiem zapowiedział powrót do muzyki zespołu Papa Dance. Wiosną 2023 zespół powrócił do koncertowania, a 29 września 2023 miała premierę płyta winylowa „W 40 dni dookoła świata” zawierająca odświeżone wersje z debiutanckiej płyty „Papa Dance” plus premierowo „Oprócz miłości nie ma nic”, „Tramwaj” oraz niewydaną anglojęzyczną kompozycję Papa Dance „Hallo” z lat 80. zaśpiewaną przez w całości przez Yoriadisa. 

## Życie prywatne
Z nieformalnego związku z piosenkarką Kasią Kowalską ma córkę, Aleksandrę Julię (ur. 1997). W 1997 zapozował z rodziną na okładce czerwcowego wydania magazynu „Viva!”. W 2022 poślubił Ewę Coll.

## Dyskografia
Albumy solowe
- Costec (1996)
- Przebudzenie (1999)
- Sen o miłości (2007)
- Yoriadis Music (2022)[12]

Inne
- Papa Dance – Papa Dance (1985)[13]
- Papa Dance – Poniżej krytyki (1986)[14]
- Bajm – Nagie skały (1988)[15]
- Maanam – Sie ściemnia (1989)[16]
- De Mono – Oh Yeah! (1990)[17]
- Lady Pank – Zawsze tam, gdzie ty (1990)[18]
- Kult – Posłuchaj to do ciebie (1991)
- Wilki – Wilki (1992)[19]
- Wilki – Przedmieścia (1993)[20]
- Chłopcy z Placu Broni – Kocham cię (1993)[21]
- Human – Earth (1993)[22]
- Kasia Kowalska – Czekając na... (1996)[23]
- Urszula – Biała droga (1996)[24]
- Tigra – Antigravity (2004)[25]
- Naxos – Podróż dookoła mózgu (2014)[26]
- Naxos Orchestra – ☾oe✡is† (Live At Polin) (2015)[27]
- SAY – Skolias, Apostolis, Yoriadis (2021)[28]
- Papa Dance – W 40 dni dookoła świata (2023)[29]

### Single
- „Tak kochać tylko ciebie” (1996)
- „Jeśli chcesz kochanym być” (+ Kasia Kowalska) (1997)
- „Zapach kobiety” (1999)
- „Kobieta magię ma” (2007)